# Edward Wilber Berry
Edward Wilber Berry, född 10 februari 1875 i Newark, New Jersey, död 20 september 1945, var en amerikansk paleontolog och botaniker, även om hans forskning snarare handlade om paleobotanik. Berry studerade både den Nord- och Sydamerikanska floran och publicerade taxonomiska kartläggning innehållande teoretiska rekonstruktioner gällande både paleoekologi och växtgeografi. Han påbörjade sin karriär som amatörforskare. Senare blev han bland annat lärare på Johns Hopkins University.
Auktorsnamnet E.W.Berry kan användas för Edward Wilber Berry i samband med ett vetenskapligt namn inom botaniken; se Wikipediaartiklar som länkar till auktorsnamnet.